# Satoshi Tsunami
Pour les articles homonymes, voir Tsunami (homonymie).
Satoshi Tsunami (都並 敏史, Tsunami Satoshi) est un footballeur japonais né le 14 août 1961 à Setagaya dans la banlieue de Tokyo. Il évoluait au poste de défenseur.

## Biographie
Satoshi Tsunami joue principalement en faveur du Yomiuri Club (qui sera renommé Verdy Kawasaki). Avec cette équipe, il dispute un total de 230 matchs en championnat, inscrivant 2 buts. Avec ce club il remporte la Ligue des champions de l'AFC en 1988 ainsi que 7 titres de champions du Japon.
Satoshi Tsunami termine sa carrière de joueur à l'Avispa Fukuoka et au Bellmare Hiratsuka.
International japonais, Satoshi Tsunami reçoit 79 sélections en équipe nationale entre 1980 et 1995. Sa 1re sélection a lieu le 22 décembre 1980, lors d'un match face à l'équipe de Singapour comptant pour les qualifications de la Coupe du monde 1982. Son premier but en équipe nationale a lieu le 20 septembre 1986, lors d'un matchs des Jeux asiatiques face au Népal.
Satoshi Tsunami participe avec l'équipe du Japon à la Coupe d'Asie des nations 1992 puis à la Coupe des confédérations 1995. Il remporte la Coupe d'Asie des nations avec le Japon.
Après avoir raccroché les crampons, Satoshi Tsunami se lance dans une carrière d'entraîneur. 
En 2005, il dirige les joueurs du Vegalta Sendai. En 2007, il dirige ceux du Cerezo Osaka. Puis en 2008, il prend les rênes du Yokohama FC. Ces 3 clubs évoluent en J-League 2 (deuxième division).

## Palmarès

### Avec l'équipe du Japon
- Vainqueur de la Coupe d'Asie des nations 1992

### Avec le Yomiuri Club / Verdy Kawasaki
- Vainqueur de la Ligue des champions de l'AFC en 1988
- Champion du Japon en 1983, 1984, 1987, 1991, 1992, 1993 et 1994
- Vainqueur de la Coupe de la JSL en 1985 et 1991
- Vainqueur de la Coupe de l'Empereur en 1984, 1986 et 1987
- Finaliste de la Coupe de l'Empereur en 1981, 1991 et 1992
- Vainqueur de la Coupe de la Ligue japonaise en 1992
- Finaliste de la Coupe afro-asiatique des clubs en 1988